# Kira Golovkó
Kira Nikolaevna Golovkó de soltera Ivanova (en ruso: Кира Николаевна Головко; Yessentuk, RSFS de Rusia, 11 de marzo de 1919 - Moscú, Rusia, 16 de agosto de 2017) fue una actriz de teatro y cine soviética y rusa, profesora de arte dramático, ganadora del Premio Stalin (1947) y Artista del Pueblo de la RSFSR (1957).

## Biografía

### Infancia y juventud
Kira Ivanova nació el 11 de marzo de 1919, en la ciudad de Yessentuki, krái de Stávropol en ese momento parte de la RSFS de Rusia, sobrina nieta del poeta Viacheslav Ivanov.
Como dijo la propia actriz, nació en 1919, y según su pasaporte, en 1918. Cuando se graduó de cuarto grados, no la llevaron al quinto, por lo que la madre simplemente corrigió el número "9" a "8" en la métrica, agregando un año a ella. Así vivió desde entonces, acostumbrándose a ello, incluso el director artístico del Teatro de Arte de Moscú, Oleg Tabakov, también la consideró nacida en 1918. En 1937, Kira Golovko ingresó en la Facultad de Literatura Rusa del Instituto de Filosofía, Letras y Arte en Moscú.
En 1938, sin una educación profesional, aprobó un concurso y fue admitida en la compañía auxiliar del Teatro de Arte de Moscú Máximo Gorki (MKHAT) la única de 637 solicitantes. En la audición leyó la fábula de Iván Krylov Zorro, (en rusoː «Лиса»). Los conocidos artistas Vasili Sakhnovski y Vasili Toporkov estuvieron presentes en la audición.

### Carrera
Golovko hizo su debut en el escenario como «Leche» en la fábula el pájaro azul de Maurice Maeterlinck. A partir de entonces, Kira Golovko fue miembro permanente de la compañía del Teatro de Arte de Moscú (MKhAT). En el escenario del teatro, la actriz interpretó papeles en docenas de obras de teatro, entre ellasː Los últimos días (Natalie Pushkina), Tsar Fyodor Ioannovich (Princesa Mstislavskaya), Tres hermanas (Olga), Anna Karenina ( Dolly), «Maria Stuart» (Maria Stuart), Bosque (Aksyusha), Los bajos fondos (Natasha), Enemigos (Polina), Profesora de Literatura (Kokovkina; basada en la novela El diablillo) de Fiódor Sologub, y otras muchas. Su último trabajo en el teatro fue la obra Gatos y Ratones (2004) del dramaturgo húngaro István Örkény donde interpretó el papel de Adelaide Bruckner.
Debutó en el cine en 1946 como Anna Kern en la película Glinka, por la que recibió el Premio Stalin. La actriz también protagonizó las películasː Alumno de primer grado (1948), El Director (1964), Sophia Perovskaya (1967), Guerra y Paz (1965-1967), Flores tardías (1969), Y fue la tarde y la mañana ...  (1970), Día a día (1971-1972), Por el resto de mi vida (1975), Boris Godunov (1986) y otros. Su último trabajo cinematográfico fue la película El Artista (2007) del famoso director soviético Stanislav Govorujin.
En 1950 dejó el Teatro de Arte de Moscú, y en 1954 ella y su esposo se mudaron a Baltisk, en el óblast de Kaliningrado, donde su esposo, el almirante Arseni Golovkó, estaba destinado, allí se convirtió en la actriz principal del Teatro dramático regional de Kaliningrado. Su marido se esforzó mucho en la reconstrucción del edificio del teatro, completamente destruido tras los bombarderos de la Segunda Guerra Mundial, gracias a su mecenazgo, el teatro adquirió enormes columnatas y una amplia escalinata. En 1957 regresó al Teatro de Arte de Moscú, donde trabajó hasta 1985.
Desde 1958, trabajó como profesora asociada, en la Escuela del Teatro de Arte de Moscú. Entre sus alumnos se encuentran los conocidos artistas soviéticoː Evgeny Kindinov, Boris Nevzorov, Nikolái Karáchentsov, Natalia Egorova, Marina Golub (1957-2012), Alexey Guskov, Igor Zolotovitsky, Mijaíl Yefrémov. entre otros muchos. En 2012, se publicó el libro de memorias de la actriz titulado «Адмиральша» (Almirante).
Murió a los 99 años el 16 de agosto de 2017, en Moscú, y fue enterrada en el cementerio Troyekurovskoye.

## Familia
Viuda del almirante Arseni Grigorievich Golovkó, ex comandante de las flotas del Norte y Báltico, las flotillas del Caspio y del Amur. Su hija es la actriz Natalia Arsenievna Golovkó (nacida el 12 de febrero de 1953), en 1974 se graduó de la Escuela de Teatro de Arte de Moscú (curso de AM Karev), trabajó en el escenario del Teatro de Arte de Moscú durante quince años, su nieto es el actor Kiril Alexandrovich Golovkó-Sersky (nacido el 21 de junio de 1975). y su hijo es Mijaíl Arsenievich Golovkó (nacido el 17 de noviembre de 1949), es oficial naval, capitán de primer rango (capitán de navío), ya retirado. 

## Premios y reconocimientos
- Premio Stalin (1947, por la película Glinka)[3]
- Artista de Honor de la RSFSR (26 de octubre de 1948).
- Artista del Pueblo de la RSFSR (7 de febrero de 1957)
- Orden de la Amistad (Rusia; 23 de octubre de 1998) - por muchos años de trabajo fructífero en el campo del arte teatral y en relación con el centenario del Teatro Académico de Arte de Moscú.[7]
- Orden al Mérito por la Patria de 4.º grado (Rusia; 15 de septiembre de 2003) - por su gran contribución al desarrollo del arte teatral.[10]

## Obras

### Papeles en el teatro

#### Teatro de Arte de Moscú de la URSS Máximo Gorki
- 1938 - El pájaro azul de Maurice Maeterlinck -  Leche
- 1943 - Los bajos fondos de Máximo Gorki -  Natasha
- 1943 - Los últimos días de Mijaíl Bulgakov -  Natalie Pushkina
- 1944 - Tsar Fyodor Ioannovich de Alekséi Nikoláyevich Tolstói -  Princesa Mstislavskaya
- 1945 - Corazón caliente de Alexander Ostrovsky - "Parasha"
- 1946 - Años difíciles de Alekséi Nikoláyevich Tolstói -  Anna Vyazemskaya
- 1948 - Bosque de Alexander Ostrovsky - "Aksyusha"
- 1950 - Ilya Golovin de Serguéi Mijalkov -  Liza
- 1957 - Anna Karenina de León Tolstói -  Dolly
- 1957 - La última víctima de Alexander Ostrovsky -  Yuliya Pavlovna Tugina
- 1958 - Las tres hermanas de Antón Chéjov -  Olga
- 1958 - El tercero, patético de Nikolái Pogodin -  Irina
- 1959 - Todo queda para la gente de Serguéi Alyoshin -  Asya Davydovna
- 1960 - Muerte de un viajante de Arthur Miller -  Linda Loman
- 1962 - La casa donde nacimos de Pavel Kogouta -  Libuše
- 1963 - Amigos y años de Leonid Zorin -  Tatiana
- 1964 - Tres largos días de Grigory Belenky - "Uspenskaya"
- 1966 - El viudo de Alexander Stein -  Liza Kovalenko
- 1968 - Acusación grave de Lev Sheinin -  Larisa Lukinichna
- 1973 - Suficiente simplicidad para todo sabio de Alexander Ostrovsky - "Turusina"
- 1975 - Enemigos de Máximo Gorki -  Polina Bardina
- 1975 - Última oportunidad de Vasily Belov -  Polina Ivanovna
- 1977 - Valentín y Valentina de Mijaíl Roshchina -  Abuela
- 1977 - Ivanov de Antón Chéjov -  Zinaida Savvishna
- 1979 - Dinero para María de Valentín Rasputin -  La anciana

#### Teatro de Arte de Moscú Antón Chéjov
- 1994 -  La rosa tatuada de Tennessee Williams. Director: Roman Viktyuk  -  Assunta [11]
- 1994 - Tartufo de Molière. Director: Anatoly Efros  -  Sra. Pernel
- 1994 - Cabal del santo de Mijaíl Bulgákov Director: Adolf Shapiro  -  René
- 1995 - Coro de Moscú de Liudmila Petrushévskaia Director: Oleg Efremov  -  Dora Abramovna
- 2000 - Vida hermosa  de Jean Anuya. Directorː Vitaly Lanskoy  -  Baronesa Mina von Braheim
- 2003 - Profesora de Literatura (basada en la novela El diablillo) de Fiódor Sologub. -  Sra. Kokovkina
- 2004 - Bosque de Aleksandr Ostrovski. Director: Kiril Serébrennikov  -  Milonova Evgenia Appolonovna
- 2004 - Gatos y ratones de István Örkény. Director: Yuri Eremin  -  Adelaide Bruckner [11]

### Filmografía
- 1946 - Glinka -   Anna Petrovna Kern
- 1947 - Luz sobre Rusia -  Masha Zabelina
- 1948 - Alumno de primer grado -  Nina Vasilievna, madre de Marusya
- 1952 - En la parte inferior (televisión) -  Natasha
- 1963 - Ahora déjalo ir -  Judith
- 1963 - Memoria de una generación
- 1964 - El Director -  Nadezhda Petrovna, esposa de Yegor Trubnikov
- 1967 - Guerra y paz -  Condesa de Rostov
- 1967 - Sophia Perovskaya -  La madre de Perovskaya
- 1968 - Gulf Stream -  Ekaterina Nikolaevna
- 1969 - Flores tardías (televisión) - "Princesa Priklonskaya"
- 1969 - Chica estricta (televisión) -  Olga Fedorovna
- 1970 - Payback
- 1971 - Día a día -  Kira Nikolaevna
- 1971 - Y fue la tarde, y fue la mañana ... -  Berseneva
- 1972 - Tagged Atom
- 1973 - Y en el Pacífico ... -  Nadezhda Lvovna
- 1975 - Por el resto de mi vida -  Sonechka
- 1974 - Canción inolvidable -  Madre
- 1979 - Fiel y verdaderamente - "La madre de Vladik Minchenko"
- 1981 - Mi amor eterno
- 1981 - Ganar a un hombre de negocios solitario -  Madre
- 1986 - Boris Godunov -  La madre de Xenia
- 1986 - confrontación -  vecino
- 2007 - Artista -  Iraida Eduardovna